# Dongsha-Inseln
Die Dongsha-Inseln (chinesisch 東沙群島 / 东沙群岛, Pinyin Dōngshā Qúndǎo), auch Pratas-Inseln (oder Pratas-Riff) oder Tungsha-Inseln,  sind eine aus einem Atoll bestehende Inselgruppe im Südchinesischen Meer.

## Geographie
Die Inseln liegen gut 400 km südwestlich von Taiwan bzw. 320 km südöstlich von Hongkong. Das Atoll misst etwa 23 km im Durchmesser und bedeckt eine Fläche von rund 100 km². Es ist weitgehend versunken, lediglich im Westen durchstößt das Saumriff die Wasseroberfläche und bildet mit der eigentlichen Pratas-Insel (2,8 km × 0,9 km; 1,74 km²) die einzig nennenswerte Landmasse. Im Nordwesten erreicht das Nördliche Vereker-Atoll eine Höhe bis 11 m unter dem Meeresspiegel und das Südliche Vereker-Atoll 58 m unter dem Meeresspiegel.

## Geschichte
Von 1907 bis 1909 sowie von 1939 bis 1945 waren die Inseln von Japan besetzt. Heute stehen sie unter der Kontrolle  der Republik China auf Taiwan und sind nur von etwa 200 dort stationierten Marinesoldaten bewohnt. Administrativ gehören sie zum Bezirk Qijin der etwa 445 km entfernten Hafenstadt Kaohsiung. Die Volksrepublik China beansprucht die Inseln als Dorf der Großgemeinde Jieshi (碣石镇) der Stadt Lufeng ihrer Provinz Guangdong.
Im Jahr 2007 wurden das Dongsha-Atoll und die umliegenden Meeresflächen von der Regierung der Republik China als Nationalpark Dongsha unter besonderen Schutz gestellt. Der Park hat eine Fläche von 3537 km².

## Sun-Yat-sen-Nationaluniversität
Im Jahr 2012 wurde die Dongsha Atoll Research Station (DARS) der Sun-Yat-sen-Nationaluniversität für Biologie, Biogeochemie und Ozeanographie gegründet.